# CR200J
Fuxing CR200J — электропоезд, строящийся по заказу железных дорог Китая, относится к серии 复兴号 «Возрождение», обозначается «CR». Поезда разработаны и производятся в двух видах компанией CRRC на шести различных предприятиях, с одним или двумя локомотивами, количество пассажирских вагонов может варьироваться в двухлокомотивном исполнении от 9 до 18. Поезд рассчитан на эксплуатацию на скоростях до 160 км/ч. Относится производителем к классу псевдо-EMU, однако не является ни электричкой, ни высокоскоростным поездом в китайской классификации, будучи по сути пассажирским поездом с электровозом.

## История развития
CR200J с электровозом является основой стратегии омоложения подвижного состава железных дорог Китая. Основным стимулом для создания данного поезда стала потребность Китая в обновлении подвижного состава для нескоростных железных дорог Китая. Основной концепцией стала идея создания «прогрессивного, надёжного, экономичного» транспортного средства.
28 августа 2015 года был объявлен конкурс на разработку поезда с рабочей скоростью до 160 км/ч.
27 апреля 2017 года был произведён первый прототип филиалом CRRC в Таншане.
В период с июня по конец июля 2017 года был выпущен и отправлен на тестирование ещё один прототип, разработанный в Шанхае.
17 августа 2017 года были произведены первые ходовые испытания на Пекинской кольцевой железной дороге.
5 января 2019 года, в соответствии с новым планом управления национальными железными дорогами, составы CR200J были официально задействованы в пассажирских перевозках. В то же время старые составы были выведены из эксплуатации на многих центральных маршрутах.
Сначала в качестве локомотива использовался электровоз HXD1G под названием FXD1-J. Однако с конца 2018 года вводится в эксплуатацию и модернизированный вариант локомотива под названием FXD3-J, отличающийся дизайном, более схожим со скоростными поездами Китая. Также используется единая система пожарного оповещения, улучшены ходовые характеристики электровоза.

## Технические характеристики

### Виды поезда
CR200J может использоваться в трёх формациях — длинная (2 локомотива и 16 вагонов), короткая (1 локомотив и 8 вагонов) и гибкая. В короткой формации последний вагон пассажирский с кабиной управления, в длинной — второй локомотив. В коротком варианте все пассажирские вагоны сидячие, используется двухклассная система. В длинном варианте добавляются спальные вагоны, тоже двух классов.

#### Короткий вариант поезда

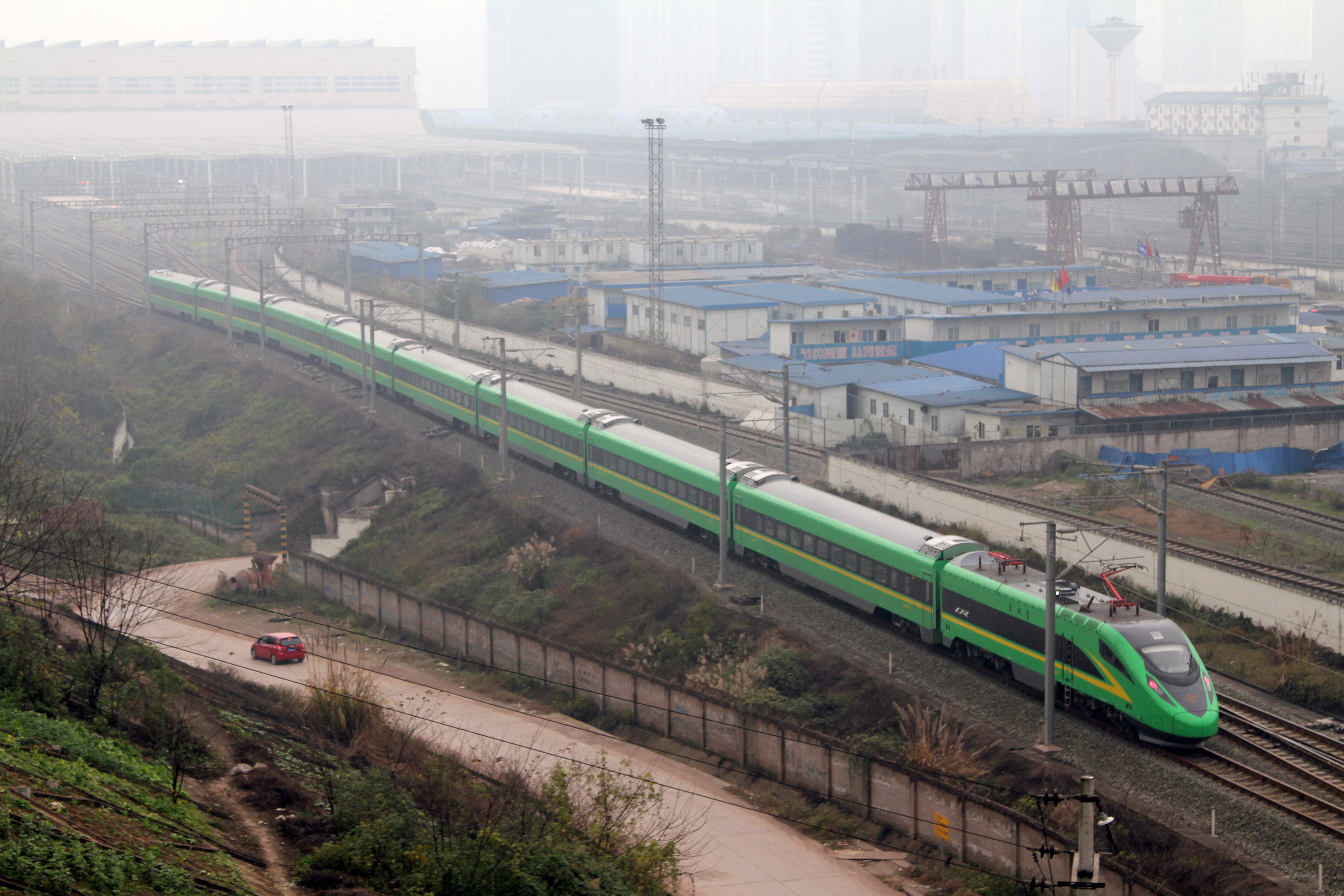

Вначале идет электровоз, затем 7 пассажирских вагонов, после 1 вагон с кабиной управления. Этот дизайн берёт начало от таких известных типов поездов, как «Большая белая акула» и «Голубая стрела» строившихся в конце 1990-х годов.
Этот вариант может эксплуатироваться в сцепке из двух составов, соединённых последовательно или последними вагонами. Использование в сцепке, когда два электровоза находятся в центре запрещено.

#### Длинный вариант состава
В этом варианте используется два электровоза, расположенных в начале и конце состава, разделенных 16 пассажирскими вагонами. Это ограничение налагается максимальной стандартной длиной пассажирской платформы. Такая конфигурация используется в ранее разработанных поездах DJJ2 “Звезда Китая” и NDJ3. Сцепка двух составов не предусмотрена.

#### Гибкая группировка.
Поезд CR200J может быть произведён по предварительному заказу на фабрике в разных вариантах в зависимости от потребностей эксплуатанта. Могут быть добавлены вагон-ресторан, сидячие или лежачие вагоны. Состав эксплуатируется целиком по стандартам высокоскоростных железных дорог. Его модификация (изменение количества вагонов или состава поезда) эксплуатантом запрещена.

### Тормозная система
В поездах CR200J используется улучшенная тормозная система, тормозными колодками и тормозными дисками наследуется от высокоскоростных поездов и защищена от перегрева и вызываемых им проблем. Благодаря новой технологии увеличивается срок и простота эксплуатации.

### Система управления
В отличие от старых поездов, используется двунаправленная современная сеть управления элементами поезда с двойным резервированием каналов, такая же как в скоростных поездах. С помощью центрального шлюза управления можно следить за датчиками температуры, сигнализацией дверей, пожарными датчиками и тормозной системой. Возможно удаленное получение информации и удаленное управление системами поезда.

### Совместимость
Состав снаряжен автосцепкой Джаннея в локомотиве и последнем вагоне с кабиной управления. Это позволяет использовать имеющийся подвижной состав для транспортировки и в чрезвычайных ситуациях. Между собой вагоны состава соединены жесткой сцепкой, использующейся и в старых вагонах 25T.

## Дизайн

### Окраска

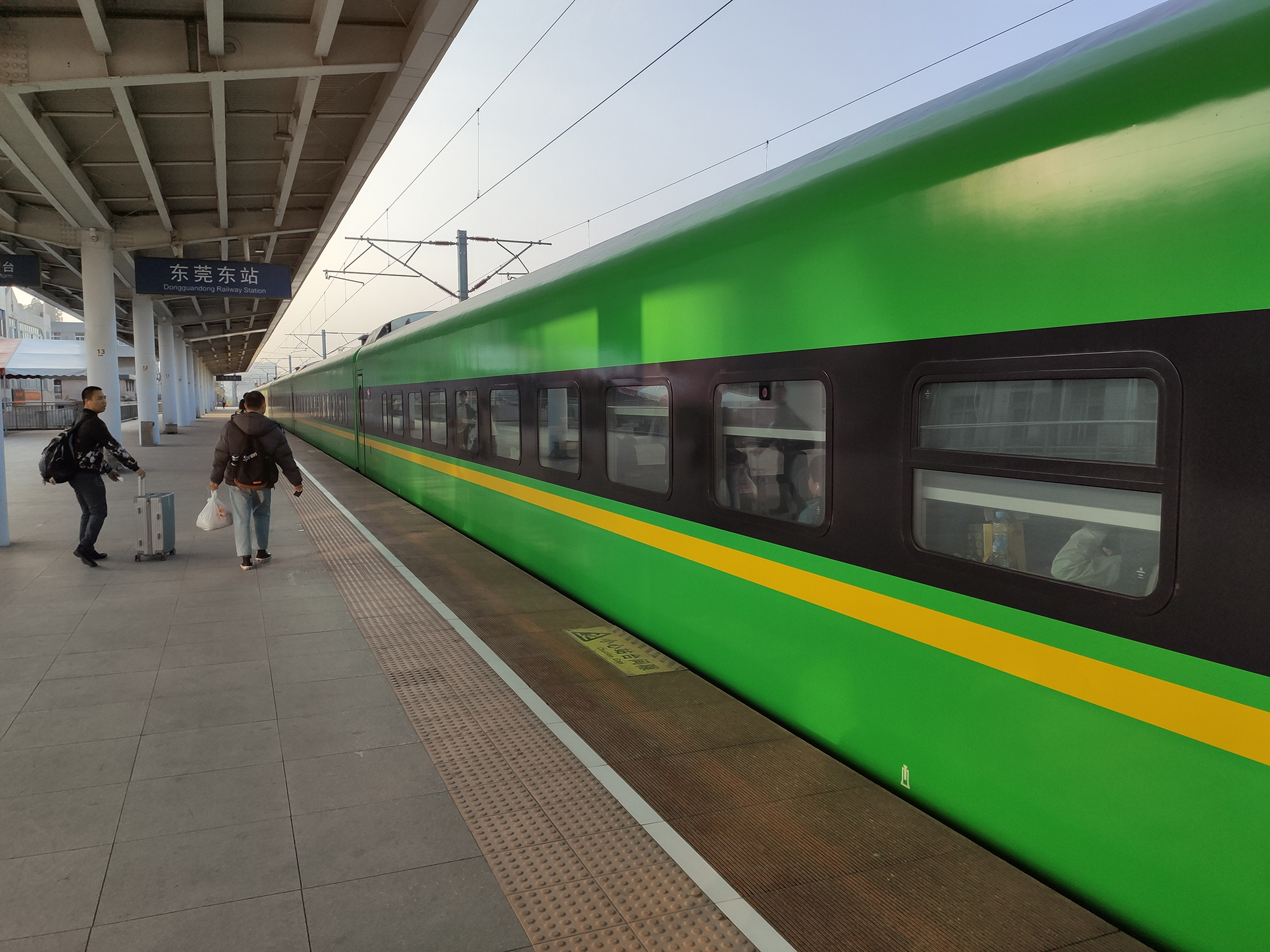

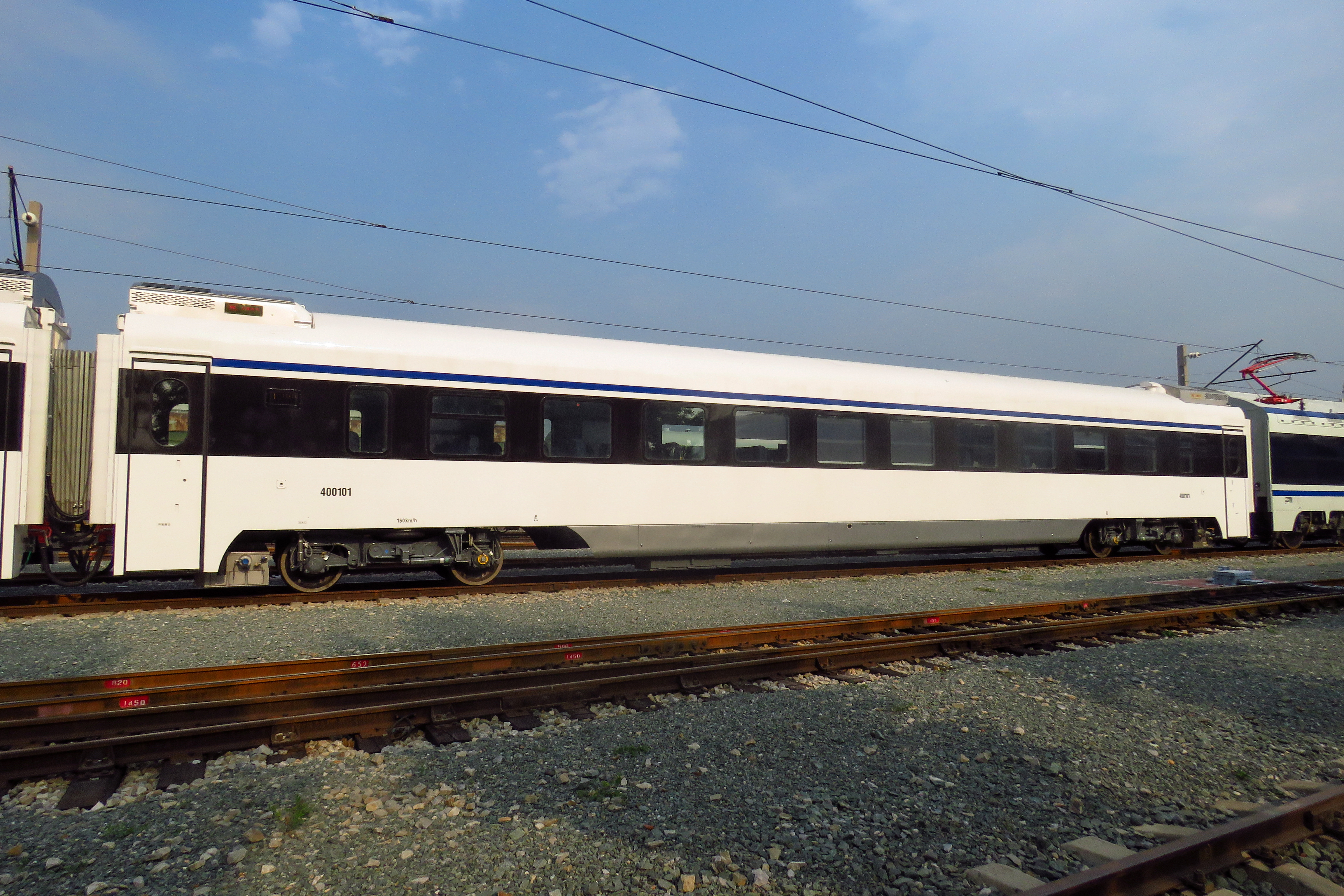

Поезда CR200J окрашиваются в зелёный (RAL 160 40 70) в качестве основного цвета с чёрным (RAL 9004) акцентом на окнах, декорируются светло-жёлтой горизонтальной полосой. Во время испытаний использовалась окраска с преобладающим белым цветом, схожая с применяемой в скоростных поездах, однако все эксплуатирующиеся на данный момент составы окрашены в зелёный, чтобы показать связь с ранее использовавшимися составами.

### Внешнее оборудование
Во время испытаний использовался модуль кондиционирования со старых поездов, однако во всех серийных составах дизайн кондиционеров был изменён, чтобы уменьшить ветровое сопротивление состава.
Спальные вагоны оборудованы одной парой дверей вне зависимости от класса, а сидячие — двумя парами дверей в разных концах вагонов.

### Внутреннее оборудование
Внутренний дизайн наследуется от предыдущих поколений с небольшими изменениями. В каждом вагоне сохранены три пары частично открывающихся окон. В каждом ряду сидений в стенах установлены розетки переменного тока 220V 50Hz, а также разъемы USB. Также в поезде действует сеть Wi-Fi.
Вакуумные туалеты расположены в обоих концах каждого вагона. Для доступа из одного вагона в другой требуется воспользоваться механическими межвагонными дверями. Между тамбуром и салоном установлены двери с электроприводом. Информационные дисплеи расположены в концах салона, над дверями. В каждом вагоне установлены камеры наблюдения.

В вагоне второго класса кресла расположены по принципу 3+2, в вагоне первого класса — 2+2. Спинка кресла откидывается, но не вращается. Все пассажиры сидят лицом к центру вагона. Между креслами, расположенными лицом друг к другу в центре вагона установлены столики. Остальные пассажиры могут пользоваться откидывающимися столиками в кресле спереди.

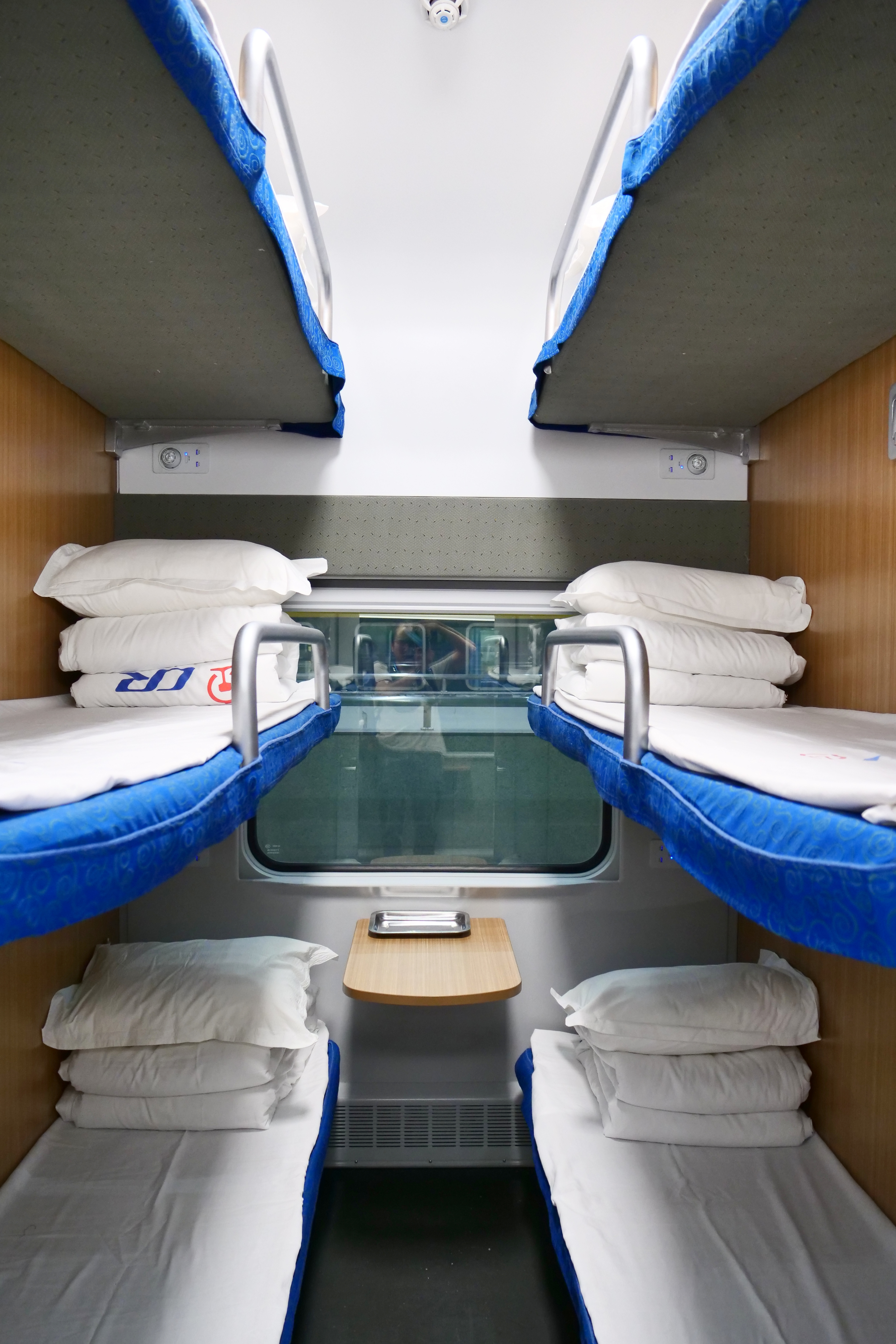
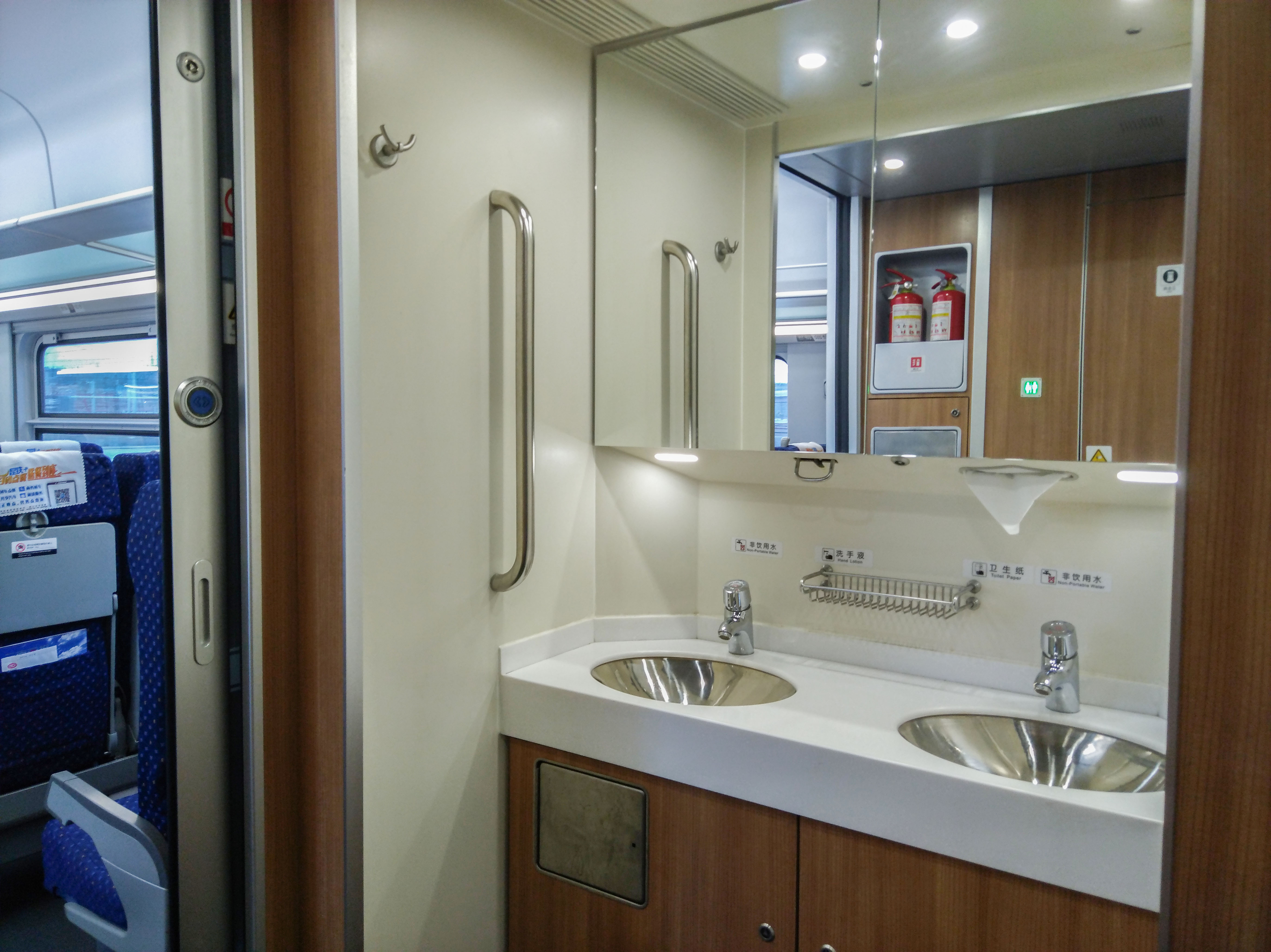
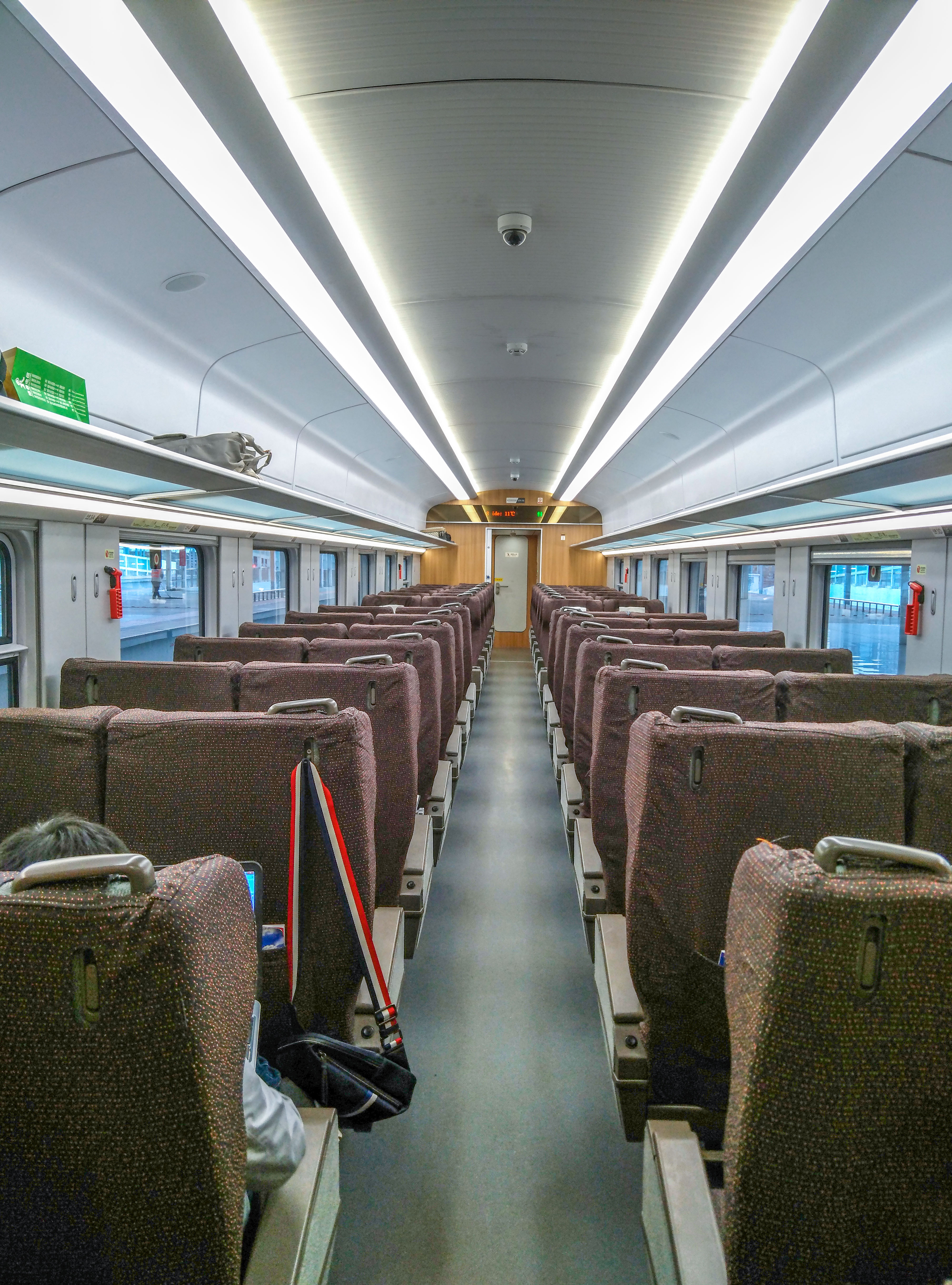
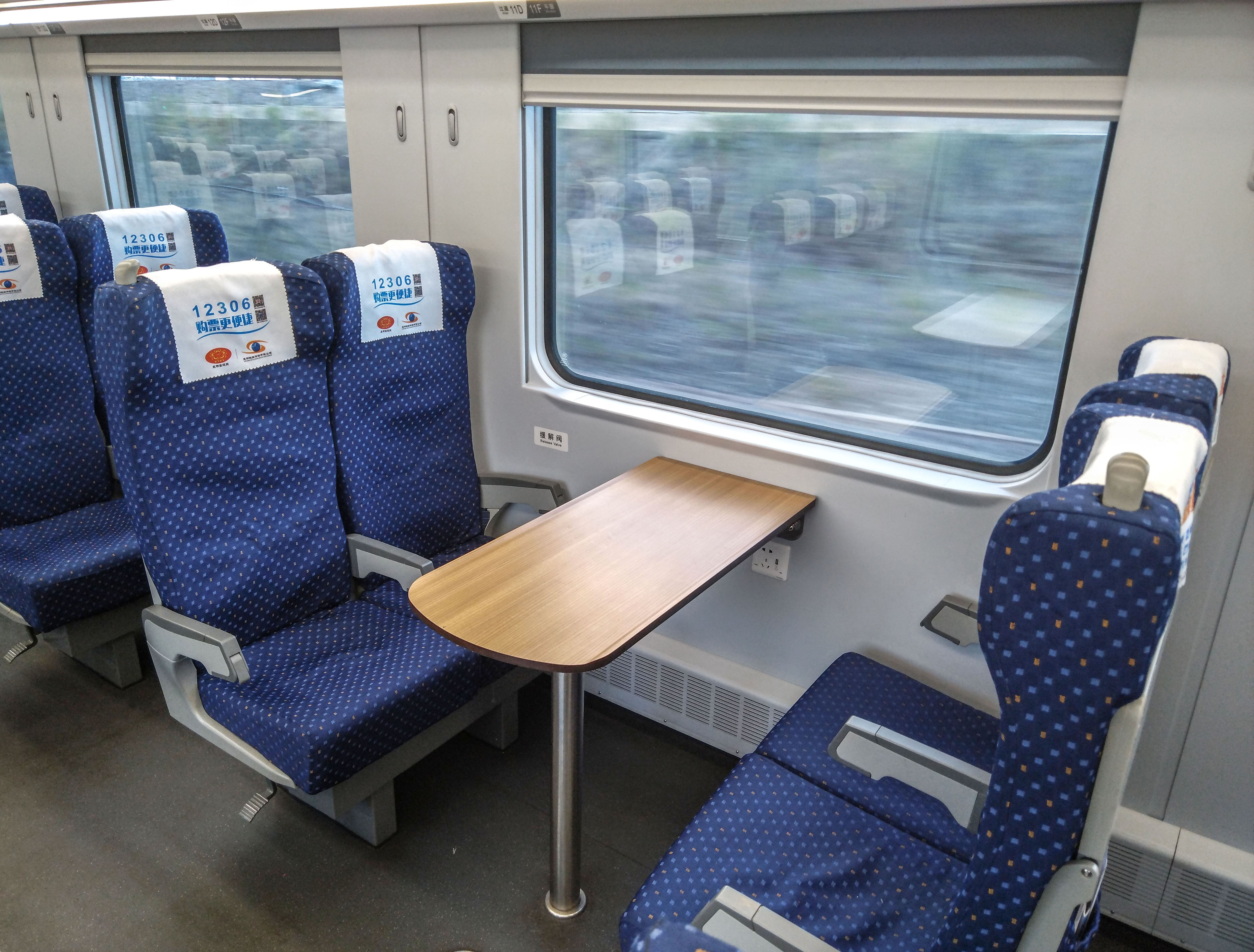

## Применение
Поезда могут использоваться на имеющихся электрифицированных линиях общей длиной около 100 000 км.

## Нумерация составов
- Tangshan Company: 1001—1999, 5001-5999;
- Puzhen Company: 2001—2999, 6001-6999;
- Changchun Motor Co., Ltd.: 3001-3999, 7001-7999;
- Sifang: 4001-4999, 8001-8999.

## Вместимость
Сидячие вагоны второго класса вмещают 98 пассажиров или 46, в случае совмещения с буфетом, а первого класса — 56.
Спальные вагоны второго класса вмещают 66 пассажиров, а первого класса — 40.

## Критика
Поезд CR200J являлся предметом дискуссий по разным аспектам, особенно у фанатов железнодорожного транспорта.

### Окраска
Зелёный цвет поезда может вызывать негативные ассоциации по аналогии со старыми некомфортными поездами. Однако яркий оттенок может вызывать раздражение.

### Частые поломки
Локомотивы производства CRRC Dalian Group часто ломались, по состоянию на 1 июня 2019 года в строю находилось 23 таких поезда, и у 21 из них были проблемы. Это приводит к нарушению графика движения. Однако и локомотивы других производителей также вызывают нарекания, особенно часты проблемы с пантографом и понижением напряжения.

### Замаскированный рост цен
С 5 января 2019 года поезда CR200J введены в пассажирские перевозки и заменили собой обычные поезда. Однако обычные поезда относились к категории K, T и Z, но заменяются поездом с повышенным тарифом D, относящимся к группе скоростных. Однако сам поезд по скорости не подходит к категории D, так как двигается значительно медленнее.

### Проблемы запаха
Разные, независимые друг от друга лаборатории установили, что в новых поездах отмечается превышение предельно допустимого уровня формальдегида. Многие сотрудники и пассажиры отмечали, что в новых поездах стоит очень сильный запах, который затрудняет дыхание.

### Интерьер
Закупочная цена была установлена оператором в размере 4 900 000 юаней за вагон, что очень мало, по мнению производителя. Так как надежность и качество узлов, связанных с безопасностью пассажиров, были четко регламентированы, единственным способом экономии для производителя стала замена отделочных материалов на максимально дешевые. Поэтому отделка салона также вызывает большие нарекания пассажиров.
Таким образом пассажиры перевозятся в некачественных вагонах со скоростью немного выше обычного поезда, но по тарифу комфортного скоростного, на безальтернативной основе. Единственное сходство с настоящими скоростными поездами — внешний вид кабины машиниста.
За вышеуказанные недостатки в фольклоре поезд получил прозвища: «мусорный бак», «лже-EMU», «гусеница капустницы».

## Происшествия
14 октября 2019 года задний локомотив FXD1-J0003 поезда CR200J-6001, двигавшегося под номером D5689, загорелся. Пострадавших не было. После ремонта, 26 марта 2020 года, локомотив вернулся в строй в составе CR200J-2042.